# التفسير المقارن
التفسير المقارن منهج من مناهج تفسير القرآن الكريم؛ أي أنه أسلوب من أساليب التفسير و وسيلة من وسائله و مركبا من مراكبه، إلى جانب الأساليب الأخرى المتعارف عليها عند علماء التفسير: التفسير التحليلي و التفسير الموضوعي و التفسير الإجمالي. و التفسير المقارن هو بيان الآيات القرآنية من خلال إيراد ما ذهب إليه المفسرون في النص المتناول، آية أو وحدة من الآيات المترابطة فيما بينها، ثم إعمال الموازنة بين آرائهم وإستعراض إستدلالاتهم للنظر فيها و بناء عليه ينتقد ويرد المفسر القول المرجوح مبينا تعليله بإيراد الأدلة عليه ثم الإستدلال للراجح بعد بيانه وذلك لأن أقوال المفسرين قد تتباين فيما يذهبون إليه من تحليل النص القرآني إضافة إلى كون الآيات القرآنية حمالة للوجوه المتعددة فلا بد للمفسر الذي يكتب في موضوع ما، ووجد هذه الأقوال في تفسير آية تتعلق بموضوعه، لا بد من وقفة متأنية دقيقة مع إطلاق نظرات ثاقبة للترجيح بين هذه الأقوال ومعرفة المصيب منها وغير المصيب، الراجح والمرجوح، في حالة وقوع التباين و ليختار القول المناسب لموضوعه من هذه الأقوال بغية توضيح عناصر الموضوع والربط بين الأساليب القرآنية في أداء المعنى، وبالتالي للوصول إلى الهدايات القرآنية المتعلقة بالموضوع مجال البحث.